# Skulptur
Skulptur (fra latin sculptura og sculpere snitte, udskære) er en afbildende rumlig kunstnerisk udtryksform udført af en billedhugger. Til skulpturer kan anvendes alle materialer, som kan antage form i tre dimensioner. Til de klassiske materialer hører ler, træ, metal, sten, gips og voks. Moderne materialer er eksempelvis kunststof, tekstil, glas, sand og is. Moderne kunstnere eksperimenterer også med konkrete genstande (readymades/objets trouvés), døde dyr, bygningsmaterialer og vand.

## Grundlæggende kategorier

### Fremtrædelsesformer
En skulptur er det tredimensionale kunstneriske objekt, som kunstneren udformer ved at bruge kniv, mejsel, hænderne, modellerpind, trykluftbor eller kontrollerede eksplosioner. Andre skulpturer laves som afstøbninger, hvor en form fyldes med flydende materiale. 
I visse skulpturer, især de nyere, indgår industrimaterialer eller forgængelige materialer. Håndværket spiller en mindre rolle end tidligere.
Der skelnes mellem to hovedformer for skulptur: 
- Den fritstående skulptur (også kaldet rundskulpturen) som statuer, som ikke rører anden overflade end soklen. For at undgå, at en rundskulptur med spinkle ben synker sammen under vægten, støttes benet typisk ved at sætte en anden genstand fx en træstub tæt ved.
- Relieffet, der er helt eller delvis fastgjort til en baggrund.

Relieffer opdeles i tre typer: haut- , demi- og bas-relieffer efter graden af værkets fremspring fra væggen. En fjerde type er hul-relieffet, som er begrænset til det gamle Egypten. Relieffer er sædvanligvis udformet med figurgrupper og i flere billeder, som udgør en fortælling eller et tidsmæssigt forløb på samme måde som tegneserier. Relieffer har effekter, som er vanskelige at opnå i den runde skulptur. De anvendes både til arkitektonisk skulptur, som er fastgjort til bygninger, og til mindre udsmykninger og andre objekter, som i keramik, metalarbejder og smykker. Relieffer kan også dekorere steler.

### Fremstillingsteknikker
I den metodologiske teknik skelner man mellem den subtraktive og den additive teknik.
- I den subtraktive metode fjernes materiale fra materialet, en eksisterende blok fx af sten eller træ.

- Ved den additive metode tilføjes værket materiale.

Teknikker som støbning, stansning og formgivning anvender en mellemliggende matrix, som indeholder det rumlige negativ af værket. Disse teknikker er velegnede til produktion af kopier.

## Eksempler på berømte skulpturer
- Den danske landsoldat i Fredericia
- Den lille Havfrue
- Istedløven
- Kolossen på Rhodos
- Nike fra Samothrake
- David / Michelangelo
- Sfinksen i Giza
- Trold, der vejrer kristenblod
- Venus fra Milo

## Kendte danske billedhuggere
- Herman Wilhelm Bissen – bl.a. Den danske landsoldat og Istedløven
- Edvard Eriksen – Den lille Havfrue
- Niels Hansen Jacobsen – Trold, der vejrer kristenblod
- Harald Isenstein
- Hein Heinsen
- Robert Jacobsen
- Steen Krarup Jensen
- Bjørn Nørgaard – Thors Tårn
- Rudolph Tegner
- Bertel Thorvaldsen – (se Thorvaldsens Museum)
- J.F. Willumsen – Ulvedalene
- Jens Galschiøt – bl.a. Skamstøtten og Min indre svinehund
- Ukendt – Solvognen